# 楊思權
杨思权（875年—943年9月4日），五代十国后梁、后唐、后晋将领，邠州新平县（今陕西省彬州市）人。
后梁乾化初年杨思权为军校，贞明二年（916年），转任弓箭指挥使、檢校左僕射，官至控鹤右第一军使。唐庄宗灭后梁，补右厢夹马都指挥使。唐明宗天成初年，升任为右威卫将军，加检校司空。秦王李從榮为河东节度使，镇守太原，明宗以冯赟为副留守、以杨思权为北京步军都指挥使。当时，宋王李从厚为河南尹。李从厚年少，谦恭好礼。李从荣骄横不法，明宗派遣纪纲一人劝谏李从荣，让他自励，不要让声望在宋王之下。李从荣于是向杨思权抱怨，认为父亲要废长立幼。杨思权于是劝李从荣招募死士、增利器械，作为防备。杨思权恐吓使者，使者告诉冯赟，冯赟上奏其事。明宗召杨思权还京师，以李从荣的缘故，没有加罪。长兴末年，为右羽林都指挥使，驻守兴元府。
唐闵帝李从厚嗣位，潞王李从珂在凤翔府造反，兴元张虔钊会同诸镇兵讨伐。杨思权奉诏从张虔钊讨凤翔。诸镇兵围凤翔，杨思权攻城西，严卫指挥使尹晖攻城东，攻破其两关城。 李从珂登城大呼，说自己不是造反，言语甚哀，外兵被他感动，张虔钊督战甚急， 杨思权对部下喊道：“潞王真是我们的君主啊！”于是首倡倒戈，拥军士入城降。尹晖见杨思权已降，也指挥其军归降，以攻张虔钊，于是诸镇之兵溃败。
杨思权领部下军率先入城，对李从珂说：“臣以赤心奉殿下，京城平定，殿下事成，愿给臣一镇为节度使，不要用防御使、团练使安置臣。”于是从怀中拿出一张纸，对李从珂说：“愿殿下亲书臣姓名作为验证。”李从珂让人拿笔，写到“可邠宁节度使”。李从珂即位，授杨思权推诚奉国保乂功臣、静难军节度、邠宁庆衍等州观察处置等使、检校太保。清泰三年（936年），入朝为右龙武军统军。石敬瑭即位，任命为左卫上将军，进封开国公。天福八年八月初二戊申日（943年9月4日），因病在汴京去世，年六十九岁。赠太傅。